# Aeneonaenaria occidentalis
Aeneonaenaria occidentalis là một loài tò vò trong họ Ichneumonidae.